# Archäobiota
Archäobiota (aus dem Altgriechischen; wörtlich Alt-Lebewesen) ist die Bezeichnung für gebietsfremde bzw. allochthone biologische Arten, also Arten, die nicht von Natur aus ein Gebiet besiedeln, sondern durch den Menschen direkt oder indirekt dorthin eingebracht wurden und sich seitdem etabliert haben, jedoch vor der Entdeckung Amerikas im Jahr 1492. Entsprechend heißen im Einzelnen eingeführte Pflanzenarten Archäophyten, eingeführte Pilze Archäomyceten und eingebrachte Tierarten Archäozoen. Allerdings wird der Begriff Archäomycet sehr selten gebraucht, es existiert im Wesentlichen nur die Definition, aber keine konkreten Beispiele.
In Abgrenzung zu den Archäobiota steht der Begriff Neobiota für Arten, die nach 1492 eingeführt wurden.